# رن بلير
رن بلير هو مدرب هوكي جليد كندي، ولد في 2 أكتوبر 1925 في لندسي ‏ في كندا، وتوفي في 2 يناير 2013 في ويتبي في كندا.

## وصلات خارجية
- رن بلير على موقع HockeyDB.com (الإنجليزية)